# Premier League 2012-13
La Premier League 2012-13 fue la vigésima primera temporada de la máxima división inglesa, desde su creación en 1992. El fixture de los partidos fue anunciado el lunes 18 de junio. La liga se inició el 18 de agosto de 2012 y finalizó el 19 de mayo de 2013.
Manchester City es el equipo defensor del título, habiendo campeonado en la temporada pasada. Un total de 20 equipos participan en la competición, incluyendo 17 equipos de la temporada anterior y 3 provenientes de la Football League Championship 2011/12.

## Equipos participantes
Como es costumbre en la liga inglesa, 20 equipos disputan el campeonato. Diecisiete equipos pertenecientes a la campaña 2011/12 y tres promovidos de la segunda división.
El descenso del Wolverhampton a la Football League Championship 2012/13 se confirmó el 22 de abril de 2012, luego de tres campañas consecutivas en la élite del fútbol inglés. Blackburn Rovers descendió tras caer por 1-0 ante Wigan Athletic el 7 de mayo, finalizando su estadía de once temporadas seguidas en primera división. El último equipo en descender fue el Bolton, el 13 de mayo, en la última jornada de la temporada, tras once campañas en la Premier League. Por segunda vez en la historia de la Premier, los tres conjuntos que ascendieron de la Championship 2010/11 lograron salvar la categoría y competirán esta temporada.
Reading (campeón) y Southampton (subcampeón) ascendieron directamente de la segunda división. Reading regresa a la Premier League tras estar ausente por cuatro años, mientras que Southampton vuelve a primera división tras dos exitosos ascensos, luego de siete temporadas en ligas menores. El tercer equipo promovido se determinó por una ronda de play-offs entre los equipos que finalizaron entre el tercer y sexto lugar de la Championship. El 19 de mayo de 2012 en el Estadio de Wembley, el West Ham United (tercero en la tabla final) derrotó al Blackpool (quinta posición) en la final de los play-offs. West Ham vuelve a la primera división luego de ausentarse una temporada.
| Pos | de Premier League       |
| --- | ----------------------- |
| 18º | Bolton Wanderers        |
| 19º | Blackburn Rovers        |
| 20º | Wolverhampton Wanderers |

| Pos   | de la Championship |
| ----- | ------------------ |
| 1º    | Reading            |
| 2º    | Southampton        |
| Prom. | West Ham United    |

### Información de los equipos
| Club                                      | Ciudad              | Entrenador            | Estadio           | Aforo  | Empresa de indumentaria | Patrocinador       |
| ----------------------------------------- | ------------------- | --------------------- | ----------------- | ------ | ----------------------- | ------------------ |
| Arsenal                                   | Londres             | Arsène Wenger         | Emirates Stadium  | 60.362 | Nike                    | Emirates           |
| Aston Villa                               | Birmingham          | Paul Lambert          | Villa Park        | 42.785 | Macron                  | Genting            |
| Chelsea                                   | Londres             | Rafa Benítez          | Stamford Bridge   | 41.798 | Adidas                  | Samsung            |
| Everton                                   | Liverpool           | David Moyes           | Goodison Park     | 40.157 | Nike                    | Chang              |
| Fulham                                    | Londres             | Martin Jol            | Craven Cottage    | 25.700 | Kappa                   | FxPro              |
| Liverpool                                 | Liverpool           | Brendan Rodgers       | Anfield Road      | 45.276 | Warrior Sports          | Standard Chartered |
| Manchester City                           | Mánchester          | Brian Kidd (interino) | Etihad Stadium    | 47.405 | Umbro                   | Etihad Airways     |
| Manchester United                         | Mánchester          | Alex Ferguson         | Old Trafford      | 75.765 | Nike                    | Aon                |
| Newcastle United                          | Newcastle upon Tyne | Alan Pardew           | St James' Park    | 52.405 | Puma                    | Virgin Money       |
| Norwich City                              | Norwich             | Chris Hughton         | Carrow Road       | 27.224 | Erreà                   | Aviva              |
| Queens Park Rangers                       | Londres             | Harry Redknapp        | Loftus Road       | 18.439 | Lotto                   | Air Asia           |
| Reading                                   | Reading             | Nigel Adkins          | Madejski Stadium  | 24.197 | Puma                    | Waitrose           |
| Southampton                               | Southampton         | Mauricio Pochettino   | St Mary's Stadium | 32.689 | Umbro                   | Aap                |
| Stoke City                                | Stoke-on-Trent      | Tony Pulis            | Britannia Stadium | 27.740 | Adidas                  | bet365             |
| Sunderland                                | Sunderland          | Paolo Di Canio        | Stadium of Light  | 48.707 | Adidas                  | Invest In Africa   |
| Swansea City                              | Swansea             | Michael Laudrup       | Liberty Stadium   | 20.750 | Adidas                  | 32Red              |
| Tottenham Hotspur                         | Londres             | André Villas-Boas     | White Hart Lane   | 36.284 | Under Armour            | Aurasma            |
| West Bromwich Albion                      | West Bromwich       | Steve Clarke          | The Hawthorns     | 26.445 | Adidas                  | Zoopla             |
| West Ham United                           | Londres             | Sam Allardyce         | Boleyn Ground     | 35.016 | Macron                  | Sbobet             |
| Wigan Athletic                            | Wigan               | Roberto Martínez      | DW Stadium        | 25.133 | Mi-Fit                  | 12Bet.com          |
| Datos actualizados al 14 de mayo de 2013. |                     |                       |                   |        |                         |                    |

### Cambios de entrenadores
| Equipo          | Entrenador (jornadas)                                         |
| --------------- | ------------------------------------------------------------- |
| Chelsea         | Roberto Di Matteo (1-12) Rafa Benítez (13-38)                 |
| QPR             | Mark Hughes (1-12) Mark Bowen (13) Harry Redknapp (14-38)     |
| Southampton     | Nigel Adkins (1-22) Mauricio Pochettino (23-38)               |
| Reading         | Brian McDermott (1-29) Eamonn Dolan (30) Nigel Adkins (31-38) |
| Sunderland      | Martin O'Neill (1-31) Paolo Di Canio (32-38)                  |
| Manchester City | Roberto Mancini (1-36) Brian Kidd (37-38)                     |

### Equipos porregión

#### Inglaterra
| Región                 | N.º | Equipos                                                                            |
| ---------------------- | --- | ---------------------------------------------------------------------------------- |
| Gran Londres           | 6   | Arsenal, Chelsea, Fulham, Queens Park Rangers, Tottenham Hotspur y West Ham United |
| Noroeste de Inglaterra | 5   | Everton, Liverpool, Manchester City, Manchester United y Wigan Athletic            |
| Midlands del Oeste     | 3   | Aston Villa, Stoke City y West Bromwich Albion                                     |
| Nordeste de Inglaterra | 2   | Newcastle United y Sunderland                                                      |
| Sudeste de Inglaterra  | 2   | Reading y Southampton                                                              |
| Este de Inglaterra     | 1   | Norwich City                                                                       |

#### Gales
| Región              | N.º | Equipos      |
| ------------------- | --- | ------------ |
| Glamorgan del Oeste | 1   | Swansea City |

## Clasificación
| Pos. | Equipo                  | Pts. | PJ | G  | E  | P  | GF | GC | Dif. | Clasificación 2013-14                                    |
| ---- | ----------------------- | ---- | -- | -- | -- | -- | -- | -- | ---- | -------------------------------------------------------- |
| 1    | Manchester United (C)   | 89   | 38 | 28 | 5  | 5  | 86 | 43 | +43  | Fase de grupos de la Liga de Campeones                   |
| 2    | Manchester City         | 78   | 38 | 23 | 9  | 6  | 66 | 34 | +32  | Fase de grupos de la Liga de Campeones                   |
| 3    | Chelsea                 | 75   | 38 | 22 | 9  | 7  | 75 | 39 | +36  | Fase de grupos de la Liga de Campeones                   |
| 4    | Arsenal                 | 73   | 38 | 21 | 10 | 7  | 72 | 37 | +35  | Play-offs de la Liga de Campeones                        |
| 5    | Tottenham Hotspur       | 72   | 38 | 21 | 9  | 8  | 66 | 46 | +20  | Play-offs de la Liga Europa                              |
| 6    | Everton                 | 63   | 38 | 16 | 15 | 7  | 55 | 40 | +15  |                                                          |
| 7    | Liverpool               | 61   | 38 | 16 | 13 | 9  | 71 | 43 | +28  |                                                          |
| 8    | West Bromwich Albion    | 49   | 38 | 14 | 7  | 17 | 53 | 57 | −4   |                                                          |
| 9    | Swansea City            | 46   | 38 | 11 | 13 | 14 | 47 | 51 | −4   | Tercera ronda previa de la Liga Europa                   |
| 10   | West Ham United         | 46   | 38 | 12 | 10 | 16 | 45 | 53 | −8   |                                                          |
| 11   | Norwich City            | 44   | 38 | 10 | 14 | 14 | 41 | 58 | −17  |                                                          |
| 12   | Fulham                  | 43   | 38 | 11 | 10 | 17 | 50 | 60 | −10  |                                                          |
| 13   | Stoke City              | 42   | 38 | 9  | 15 | 14 | 34 | 45 | −11  |                                                          |
| 14   | Southampton             | 41   | 38 | 9  | 14 | 15 | 49 | 60 | −11  |                                                          |
| 15   | Aston Villa             | 41   | 38 | 10 | 11 | 17 | 47 | 69 | −22  |                                                          |
| 16   | Newcastle United        | 41   | 38 | 11 | 8  | 19 | 45 | 68 | −23  |                                                          |
| 17   | Sunderland              | 39   | 38 | 9  | 12 | 17 | 41 | 54 | −13  |                                                          |
| 18   | Wigan Athletic (D)      | 36   | 38 | 9  | 9  | 20 | 46 | 73 | −27  | Descenso de categoría y fase de grupos de la Liga Europa |
| 19   | Reading (D)             | 28   | 38 | 6  | 10 | 22 | 43 | 73 | −30  | Descenso de categoría                                    |
| 20   | Queens Park Rangers (D) | 25   | 38 | 4  | 13 | 21 | 30 | 60 | −30  | Descenso de categoría                                    |

 Fuente: [cita requerida]
Notas:
1. ↑  Swansea City se clasificó para la Liga Europa de la UEFA 2013-14 como campeón de la Copa de la Liga de Inglaterra 2012-13.
2. ↑  Wigan Athletic se clasificó para la Liga Europa de la UEFA 2013-14 como campeón de la FA Cup 2012-13.

### Evolución de las posiciones
| Equipo / Jornada     | 1   | 2   | 3   | 4    | 5    | 6    | 7    | 8   | 9   | 10  | 11   | 12   | 13   | 14   | 15   | 16   | 17   | 18   | 19   | 20   | 21   | 22   | 23   | 24   | 25   | 26   | 27   | 28   | 29   | 30   | 31   | 32   | 33   | 34   | 35   | 36   | 37   | 38   |
| Equipo / Jornada     |     |     |     |      |      |      |      |     |     |     |      |      |      |      |      |      |      |      |      |      |      |      |      |      |      |      |      |      |      |      |      |      |      |      |      |      |      |      |
| -------------------- | --- | --- | --- | ---- | ---- | ---- | ---- | --- | --- | --- | ---- | ---- | ---- | ---- | ---- | ---- | ---- | ---- | ---- | ---- | ---- | ---- | ---- | ---- | ---- | ---- | ---- | ---- | ---- | ---- | ---- | ---- | ---- | ---- | ---- | ---- | ---- | ---- |
| Manchester United    | 15° | 07° | 05° | 02°  | 02º  | 03°  | 02°  | 02° | 02° | 01º | 01º  | 02º  | 01º  | 01º  | 01°  | 01º  | 01º  | 01º  | 01º  | 01º  | 01º  | 01º  | 01º  | 01º  | 01º  | 01º  | 01º  | 01º  | 01º  | 01°  | 01º  | 01°  | 01°  | 01º  | 01º  | 01º  | 01º  | 01°  |
| Manchester City      | 05° | 05° | 04° | 04°  | 07º  | 04°  | 03°  | 03° | 03° | 03º | 02º  | 01º  | 02º  | 02º  | 02°  | 02º  | 02º  | 02º  | 02º  | 02º  | 02º  | 02º  | 02º  | 02º  | 02º  | 02º  | 02º  | 02º  | 02º  | 02º  | 02º  | 02º  | 02º  | 02º  | 02º  | 02º  | 02º  | 02º  |
| Chelsea              | 04° | 02° | 01° | 01°  | 01º  | 01°  | 01°  | 01º | 01° | 02º | 03º  | 03º  | 04°  | 03º  | 03º  | 03º  | 03º  | 03º  | 03º  | 03º  | 04°  | 03º  | 03º  | 03º  | 03º  | 03º  | 04°  | 04°  | 03º  | 03º  | 04º  | 03º  | 04°  | 03º  | 03º  | 03º  | 03º  | 03º  |
| Arsenal              | 11° | 11° | 08° | 03°  | 05º  | 08º  | 07º  | 09° | 06° | 07º | 08º  | 06º  | 06º  | 07º  | 10°  | 07º  | 05º  | 04°  | 07º  | 05º  | 06º  | 06º  | 06º  | 06º  | 06º  | 05º  | 05º  | 05º  | 05º  | 05º  | 05º  | 05º  | 03º  | 04°  | 04°  | 04°  | 04°  | 04°  |
| Tottenham Hotspur    | 14° | 14° | 14° | 10º  | 08º  | 05º  | 05º  | 05° | 04° | 06° | 07º  | 08º  | 07º  | 05º  | 04°  | 05º  | 04°  | 06º  | 04°  | 04°  | 03º  | 04°  | 04°  | 04°  | 04°  | 04°  | 03º  | 03º  | 04°  | 04°  | 03º  | 04º  | 05º  | 05º  | 05º  | 05º  | 05º  | 05º  |
| Everton              | 07° | 03° | 06° | 07º  | 03º  | 02°  | 04°  | 04° | 05º | 04° | 05º  | 05º  | 05º  | 06º  | 06°  | 04°  | 06º  | 05º  | 05º  | 06°  | 05º  | 05º  | 05º  | 05º  | 05º  | 06º  | 06º  | 06º  | 07º  | 06º  | 06º  | 06º  | 06º  | 06º  | 06º  | 06º  | 06º  | 06º  |
| Liverpool            | 18° | 16° | 18° | 17°  | 18º  | 14º  | 14º  | 12° | 12° | 12° | 13.º | 11º  | 11º  | 12º  | 11°  | 10º  | 12º  | 08º  | 10º  | 09º  | 08º  | 08º  | 07º  | 07º  | 07º  | 09º  | 08º  | 07º  | 06º  | 07º  | 07º  | 07º  | 07º  | 07º  | 07º  | 07º  | 07º  | 07º  |
| Stoke City           | 03° | 04° | 03° | 06º  | 04º  | 06º  | 06º  | 06° | 08° | 05º | 05º  | 04°  | 03º  | 04°  | 05º  | 06º  | 07º  | 07º  | 06º  | 07º  | 07º  | 07º  | 08º  | 09º  | 09º  | 08º  | 07º  | 09º  | 08º  | 08º  | 08º  | 08º  | 08º  | 08º  | 08º  | 08º  | 08º  | 08º  |
| Swansea City         | 02° | 01° | 02° | 05°  | 11º  | 11º  | 11º  | 10° | 11° | 11° | 11º  | 10º  | 09º  | 08º  | 07°  | 08º  | 10º  | 11º  | 09º  | 10°  | 09º  | 09º  | 09º  | 08º  | 08º  | 07º  | 09º  | 08º  | 09º  | 09º  | 09º  | 09º  | 09º  | 09º  | 09º  | 09º  | 09º  | 09º  |
| West Ham United      | 08° | 10° | 07° | 08º  | 09º  | 07º  | 08º  | 07° | 09° | 09º | 06º  | 07º  | 08º  | 10º  | 08°  | 11º  | 11º  | 12º  | 12º  | 12º  | 11º  | 11º  | 12º  | 13.º | 11º  | 11º  | 14º  | 12º  | 12º  | 14º  | 11º  | 12º  | 12º  | 10º  | 10º  | 10º  | 10º  | 10º  |
| Norwich City         | 19° | 17° | 15° | 16°  | 16º  | 18º  | 19°  | 15° | 16° | 14° | 15º  | 13.º | 13.º | 13.º | 12°  | 12º  | 08º  | 10º  | 11º  | 11º  | 12º  | 12º  | 13.º | 14°  | 14º  | 14°  | 12º  | 13.º | 14º  | 12º  | 14º  | 14º  | 14º  | 13.º | 13.º | 16º  | 12º  | 11º  |
| Fulham               | 01° | 06° | 11° | 09º  | 06º  | 09º  | 09º  | 08º | 07° | 08º | 09º  | 09º  | 10º  | 11º  | 13.º | 13.º | 13.º | 13.º | 14º  | 14º  | 13.º | 13.º | 14º  | 12º  | 13.º | 12º  | 11º  | 10º  | 10º  | 10º  | 10º  | 10º  | 10º  | 11º  | 11º  | 12º  | 15°  | 12º  |
| West Bromwich Albion | 10° | 12° | 12° | 12º  | 13.º | 12º  | 12º  | 13° | 13° | 15° | 12º  | 14º  | 12º  | 09º  | 09°  | 09º  | 09º  | 09º  | 08º  | 08º  | 10°  | 10°  | 10°  | 10°  | 10°  | 10°  | 10°  | 11º  | 11º  | 11º  | 13.º | 15º  | 16º  | 15º  | 14º  | 11º  | 11º  | 13.º |
| Southampton          | 13° | 19° | 20° | 20°  | 17º  | 17º  | 17º  | 18° | 19° | 20º | 19º  | 19º  | 17º  | 18°  | 18°  | 16º  | 17º  | 17º  | 17º  | 18°  | 17º  | 15º  | 15º  | 16º  | 16º  | 15°  | 16º  | 16º  | 16º  | 16º  | 12º  | 11º  | 11º  | 12º  | 12º  | 14º  | 14º  | 14º  |
| Aston Villa          | 16° | 20° | 17° | 13.º | 14º  | 15º  | 16°  | 17° | 17° | 17° | 17º  | 18º  | 18°  | 17º  | 15º  | 17º  | 14º  | 16º  | 16º  | 17°  | 16º  | 18°  | 17º  | 19º  | 19º  | 17°  | 18º  | 18º  | 17º  | 17º  | 18º  | 16º  | 17º  | 16º  | 16º  | 13.º | 16º  | 15º  |
| Newcastle United     | 06° | 09° | 10° | 11º  | 10º  | 10º  | 10º  | 11° | 10° | 10º | 10º  | 12º  | 14º  | 14º  | 14º  | 14º  | 15º  | 14º  | 15º  | 15º  | 15º  | 16º  | 16º  | 15º  | 15º  | 16º  | 13.º | 15º  | 13.º | 13.º | 15º  | 13.º | 13.º | 16º  | 17º  | 17º  | 13.º | 16º  |
| Sunderland           | 12° | 13° | 13° | 15°  | 12º  | 13.º | 13.º | 14° | 14° | 16° | 16º  | 15º  | 16º  | 16º  | 17°  | 15°  | 16º  | 15°  | 13.º | 13.º | 14°  | 14°  | 11°  | 11°  | 12º  | 13.º | 15°  | 14º  | 15º  | 15º  | 16º  | 17º  | 15º  | 14º  | 15º  | 15º  | 17°  | 17º  |
| Wigan Athletic       | 17° | 08° | 09° | 14º  | 15º  | 16º  | 15º  | 16° | 15° | 13° | 14º  | 16º  | 15º  | 15º  | 16º  | 18º  | 18º  | 18º  | 18º  | 16°  | 18º  | 17°  | 19º  | 18º  | 18º  | 19°  | 17°  | 17º  | 18°  | 18º  | 17º  | 18º  | 18º  | 18º  | 18º  | 18º  | 18º  | 18º  |
| Reading              | 09° | 15° | 16° | 19°  | 20º  | 19º  | 18º  | 19° | 18° | 18º | 18º  | 17º  | 19º  | 19º  | 19°  | 19º  | 20º  | 20º  | 19°  | 19º  | 19°  | 19°  | 18º  | 17°  | 17º  | 18º  | 19º  | 19º  | 19º  | 19º  | 20º  | 20º  | 20º  | 20º  | 20º  | 19º  | 19º  | 19º  |
| Queens Park Rangers  | 20° | 18° | 19° | 18°  | 19º  | 20º  | 20°  | 20° | 20° | 19º | 20º  | 20º  | 20º  | 20º  | 20º  | 20º  | 19º  | 19º  | 20º  | 20º  | 20º  | 20º  | 20º  | 20º  | 20º  | 20º  | 20º  | 20º  | 20º  | 20º  | 19º  | 19º  | 19º  | 19º  | 19º  | 20º  | 20º  | 20º  |

## Resultados
El calendario está sujeto a cambios. Los horarios corresponden a la hora inglesa.

### Primera vuelta
| Arsenal              | 0 - 0 Archivado el 22 de febrero de 2016 en Wayback Machine. | Sunderland        | 18 de agosto de 2012 | 15:00 |
| Fulham               | 5 - 0 Archivado el 22 de agosto de 2012 en Wayback Machine.  | Norwich City      | 18 de agosto de 2012 | 15:00 |
| Queens Park Rangers  | 0 - 5 Archivado el 22 de agosto de 2012 en Wayback Machine.  | Swansea City      | 18 de agosto de 2012 | 15:00 |
| Reading              | 1 - 1 Archivado el 25 de agosto de 2012 en Wayback Machine.  | Stoke City        | 18 de agosto de 2012 | 15:00 |
| West Bromwich Albion | 3 - 0 Archivado el 20 de agosto de 2012 en Wayback Machine.  | Liverpool         | 18 de agosto de 2012 | 15:00 |
| West Ham United      | 1 - 0 Archivado el 20 de agosto de 2012 en Wayback Machine.  | Aston Villa       | 18 de agosto de 2012 | 15:00 |
| Newcastle United     | 2 - 1                                                        | Tottenham Hotspur | 18 de agosto de 2012 | 17:30 |
| Wigan Athletic       | 0 - 2 Archivado el 20 de agosto de 2012 en Wayback Machine.  | Chelsea           | 19 de agosto de 2012 | 13:30 |
| Manchester City      | 3 - 2 Archivado el 29 de julio de 2013 en Wayback Machine.   | Southampton       | 19 de agosto de 2012 | 16:00 |
| Everton              | 1 - 0 Archivado el 20 de agosto de 2012 en Wayback Machine.  | Manchester United | 20 de agosto de 2012 | 20:00 |

| Swansea City      | 3 - 0 Archivado el 25 de agosto de 2012 en Wayback Machine.                                             | West Ham United      | 25 de agosto de 2012    | 12:45 |
| Aston Villa       | 1 - 3 Archivado el 25 de agosto de 2012 en Wayback Machine.                                             | Everton              | 25 de agosto de 2012    | 15:00 |
| Manchester United | 3 - 2 Archivado el 21 de agosto de 2012 en Wayback Machine.                                             | Fulham               | 25 de agosto de 2012    | 15:00 |
| Norwich City      | 1 - 1 Archivado el 27 de agosto de 2012 en Wayback Machine.                                             | Queens Park Rangers  | 25 de agosto de 2012    | 15:00 |
| Southampton       | 0 - 2 Archivado el 27 de agosto de 2012 en Wayback Machine.                                             | Wigan Athletic       | 25 de agosto de 2012    | 15:00 |
| Tottenham Hotspur | 1 - 1                                                                                                   | West Bromwich Albion | 25 de agosto de 2012    | 15:00 |
| Chelsea           | 2 - 0 Archivado el 30 de agosto de 2012 en Wayback Machine.                                             | Newcastle United     | 25 de agosto de 2012    | 17:30 |
| Stoke City        | 0 - 0 Archivado el 26 de agosto de 2012 en Wayback Machine.                                             | Arsenal              | 26 de agosto de 2012    | 13:30 |
| Liverpool         | 2 - 2 (enlace roto disponible en Internet Archive; véase el historial, la primera versión y la última). | Manchester City      | 26 de agosto de 2012    | 16:00 |
| Sunderland        | 3 - 0 Archivado el 27 de diciembre de 2012 en Wayback Machine.                                          | Reading              | 11 de diciembre de 2012 | 19:45 |

| Chelsea              | 4 - 2 Archivado el 19 de agosto de 2012 en Wayback Machine.    | Reading             | 22 de agosto de 2012    | 19:45 |
| West Ham United      | 3 - 0 Archivado el 5 de septiembre de 2012 en Wayback Machine. | Fulham              | 1 de septiembre de 2012 | 12:45 |
| Swansea City         | 2 - 2 Archivado el 1 de septiembre de 2012 en Wayback Machine. | Sunderland          | 1 de septiembre de 2012 | 15:00 |
| Tottenham Hotspur    | 1 - 1                                                          | Norwich City        | 1 de septiembre de 2012 | 15:00 |
| West Bromwich Albion | 2 - 0 Archivado el 3 de septiembre de 2012 en Wayback Machine. | Everton             | 1 de septiembre de 2012 | 15:00 |
| Wigan Athletic       | 2 - 2 Archivado el 1 de septiembre de 2012 en Wayback Machine. | Stoke City          | 1 de septiembre de 2012 | 15:00 |
| Manchester City      | 3 - 1 Archivado el 1 de septiembre de 2012 en Wayback Machine. | Queens Park Rangers | 1 de septiembre de 2012 | 17:30 |
| Liverpool            | 0 - 2 Archivado el 31 de agosto de 2012 en Wayback Machine.    | Arsenal             | 2 de septiembre de 2012 | 13:30 |
| Newcastle United     | 1 - 1 Archivado el 1 de septiembre de 2012 en Wayback Machine. | Aston Villa         | 2 de septiembre de 2012 | 16:00 |
| Southampton          | 2 - 3 Archivado el 28 de agosto de 2012 en Wayback Machine.    | Manchester United   | 2 de septiembre de 2012 | 16:00 |

| Norwich City        | 0 - 0 Archivado el 16 de septiembre de 2012 en Wayback Machine. | West Ham United      | 15 de septiembre de 2012 | 12:45 |
| Arsenal             | 6 - 1 Archivado el 20 de septiembre de 2012 en Wayback Machine. | Southampton          | 15 de septiembre de 2012 | 15:00 |
| Aston Villa         | 2 - 0 Archivado el 16 de septiembre de 2012 en Wayback Machine. | Swansea City         | 15 de septiembre de 2012 | 15:00 |
| Fulham              | 3 - 0 Archivado el 16 de septiembre de 2012 en Wayback Machine. | West Bromwich Albion | 15 de septiembre de 2012 | 15:00 |
| Manchester United   | 4 - 0 Archivado el 20 de septiembre de 2012 en Wayback Machine. | Wigan Athletic       | 15 de septiembre de 2012 | 15:00 |
| Queens Park Rangers | 0 - 0 Archivado el 17 de septiembre de 2012 en Wayback Machine. | Chelsea              | 15 de septiembre de 2012 | 15:00 |
| Stoke City          | 1 - 1 Archivado el 16 de septiembre de 2012 en Wayback Machine. | Manchester City      | 15 de septiembre de 2012 | 15:00 |
| Sunderland          | 1 - 1 Archivado el 16 de septiembre de 2012 en Wayback Machine. | Liverpool            | 15 de septiembre de 2012 | 17:30 |
| Reading             | 1 - 3                                                           | Tottenham Hotspur    | 16 de septiembre de 2012 | 16:00 |
| Everton             | 2 - 2 Archivado el 17 de septiembre de 2012 en Wayback Machine. | Newcastle United     | 17 de septiembre de 2012 | 20:00 |

| Swansea City         | 0 - 3 Archivado el 22 de septiembre de 2012 en Wayback Machine.                                         | Everton             | 22 de septiembre de 2012 | 12:45 |
| Chelsea              | 1 - 0 Archivado el 23 de septiembre de 2012 en Wayback Machine.                                         | Stoke City          | 22 de septiembre de 2012 | 15:00 |
| Southampton          | 4 - 1 Archivado el 23 de septiembre de 2012 en Wayback Machine.                                         | Aston Villa         | 22 de septiembre de 2012 | 15:00 |
| West Bromwich Albion | 1 - 0 Archivado el 23 de septiembre de 2012 en Wayback Machine.                                         | Reading             | 22 de septiembre de 2012 | 15:00 |
| West Ham United      | 1 - 1 Archivado el 23 de septiembre de 2012 en Wayback Machine.                                         | Sunderland          | 22 de septiembre de 2012 | 15:00 |
| Wigan Athletic       | 1 - 2 (enlace roto disponible en Internet Archive; véase el historial, la primera versión y la última). | Fulham              | 22 de septiembre de 2012 | 15:00 |
| Liverpool            | 1 - 2 Archivado el 23 de septiembre de 2012 en Wayback Machine.                                         | Manchester United   | 23 de septiembre de 2012 | 13:30 |
| Newcastle United     | 1 - 0 Archivado el 23 de septiembre de 2012 en Wayback Machine.                                         | Norwich City        | 23 de septiembre de 2012 | 15:00 |
| Manchester City      | 1 - 1 Archivado el 23 de septiembre de 2012 en Wayback Machine.                                         | Arsenal             | 23 de septiembre de 2012 | 16:00 |
| Tottenham Hotspur    | 2 - 1                                                                                                   | Queens Park Rangers | 23 de septiembre de 2012 | 16:00 |

| Arsenal             | 1 - 2 Archivado el 26 de septiembre de 2012 en Wayback Machine. | Chelsea           | 29 de septiembre de 2012 | 12:30 |
| Everton             | 3 - 1 Archivado el 1 de octubre de 2012 en Wayback Machine.     | Southampton       | 29 de septiembre de 2012 | 15:00 |
| Fulham              | 1 - 2 Archivado el 4 de enero de 2013 en Wayback Machine.       | Manchester City   | 29 de septiembre de 2012 | 15:00 |
| Norwich City        | 2 - 5 Archivado el 26 de septiembre de 2012 en Wayback Machine. | Liverpool         | 29 de septiembre de 2012 | 15:00 |
| Reading             | 2 - 2 Archivado el 1 de octubre de 2012 en Wayback Machine.     | Newcastle United  | 29 de septiembre de 2012 | 15:00 |
| Sunderland          | 1 - 0 Archivado el 1 de octubre de 2012 en Wayback Machine.     | Wigan Athletic    | 29 de septiembre de 2012 | 15:00 |
| Stoke City          | 2 - 0 Archivado el 23 de septiembre de 2012 en Wayback Machine. | Swansea City      | 29 de septiembre de 2012 | 15:00 |
| Manchester United   | 2 - 3                                                           | Tottenham Hotspur | 29 de septiembre de 2012 | 17:30 |
| Aston Villa         | 1 - 1 Archivado el 2 de octubre de 2012 en Wayback Machine.     | West Browmich     | 30 de septiembre de 2012 | 16:00 |
| Queens Park Rangers | 1 - 2                                                           | West Ham United   | 1 de octubre de 2012     | 20:00 |

| Manchester City      | 3 - 0 Archivado el 8 de octubre de 2012 en Wayback Machine.     | Sunderland          | 6 de octubre de 2012 | 12:45 |
| Chelsea              | 4 - 1 Archivado el 5 de octubre de 2012 en Wayback Machine.     | Norwich City        | 6 de octubre de 2012 | 15:00 |
| Swansea City         | 2 - 2 Archivado el 8 de octubre de 2012 en Wayback Machine.     | Reading             | 6 de octubre de 2012 | 15:00 |
| West Bromwich Albion | 3 - 2 Archivado el 8 de octubre de 2012 en Wayback Machine.     | Queens Park Rangers | 6 de octubre de 2012 | 15:00 |
| Wigan Athletic       | 2 - 2 Archivado el 28 de septiembre de 2012 en Wayback Machine. | Everton             | 6 de octubre de 2012 | 15:00 |
| West Ham United      | 1 - 3 Archivado el 5 de octubre de 2012 en Wayback Machine.     | Arsenal             | 6 de octubre de 2012 | 17:30 |
| Southampton          | 2 - 2 Archivado el 9 de octubre de 2012 en Wayback Machine.     | Fulham              | 7 de octubre de 2012 | 13:30 |
| Liverpool            | 0 - 0 Archivado el 8 de octubre de 2012 en Wayback Machine.     | Stoke City          | 7 de octubre de 2012 | 15:00 |
| Tottenham Hotspur    | 2 - 0                                                           | Aston Villa         | 7 de octubre de 2012 | 15:00 |
| Newcastle United     | 0 - 3 Archivado el 2 de octubre de 2012 en Wayback Machine.     | Manchester United   | 7 de octubre de 2012 | 16:00 |

| Tottenham Hotspur    | 2 - 4                                                                                                   | Chelsea          | 20 de octubre de 2012 | 12:45 |
| Fulham               | 1 - 0 Archivado el 14 de octubre de 2012 en Wayback Machine.                                            | Aston Villa      | 20 de octubre de 2012 | 15:00 |
| Liverpool            | 1 - 0 Archivado el 11 de octubre de 2012 en Wayback Machine.                                            | Reading          | 20 de octubre de 2012 | 15:00 |
| Manchester United    | 4 - 2 Archivado el 11 de octubre de 2012 en Wayback Machine.                                            | Stoke City       | 20 de octubre de 2012 | 15:00 |
| Swansea City         | 2 - 1 Archivado el 11 de octubre de 2012 en Wayback Machine.                                            | Wigan Athletic   | 20 de octubre de 2012 | 15:00 |
| West Bromwich Albion | 1 - 2 Archivado el 12 de octubre de 2012 en Wayback Machine.                                            | Manchester City  | 20 de octubre de 2012 | 15:00 |
| West Ham United      | 4 - 1 Archivado el 21 de octubre de 2012 en Wayback Machine.                                            | Southampton      | 20 de octubre de 2012 | 15:00 |
| Norwich City         | 1 - 0 (enlace roto disponible en Internet Archive; véase el historial, la primera versión y la última). | Arsenal          | 20 de octubre de 2012 | 17:30 |
| Sunderland           | 1 - 1 Archivado el 22 de octubre de 2012 en Wayback Machine.                                            | Newcastle United | 21 de octubre de 2012 | 13:30 |
| Queens Park Rangers  | 1 - 1 Archivado el 23 de octubre de 2012 en Wayback Machine.                                            | Everton          | 21 de octubre de 2012 | 16:00 |

| Aston Villa      | 1 - 1 Archivado el 22 de octubre de 2012 en Wayback Machine.  | Norwich City         | 27 de octubre de 2012 | 12:45 |
| Arsenal          | 1 - 0 Archivado el 24 de octubre de 2012 en Wayback Machine.  | Queens Park Rangers  | 27 de octubre de 2012 | 15:00 |
| Reading          | 3 - 3 Archivado el 23 de octubre de 2012 en Wayback Machine.  | Fulham               | 27 de octubre de 2012 | 15:00 |
| Stoke City       | 0 - 0 Archivado el 24 de octubre de 2012 en Wayback Machine.  | Sunderland           | 27 de octubre de 2012 | 15:00 |
| Wigan Athletic   | 2 - 1 Archivado el 24 de octubre de 2012 en Wayback Machine.  | West Ham United      | 27 de octubre de 2012 | 15:00 |
| Manchester City  | 1 - 0 Archivado el 24 de octubre de 2012 en Wayback Machine.  | Swansea City         | 27 de octubre de 2012 | 17:30 |
| Everton          | 2 - 2 Archivado el 6 de noviembre de 2012 en Wayback Machine. | Liverpool            | 28 de octubre de 2012 | 13:30 |
| Newcastle United | 2 - 1 Archivado el 24 de octubre de 2012 en Wayback Machine.  | West Bromwich Albion | 28 de octubre de 2012 | 15:00 |
| Southampton      | 1 - 2                                                         | Tottenham Hotspur    | 28 de octubre de 2012 | 15:00 |
| Chelsea          | 2 - 3 Archivado el 22 de octubre de 2012 en Wayback Machine.  | Manchester United    | 28 de octubre de 2012 | 16:00 |

| Manchester United    | 2 - 1 Archivado el 30 de octubre de 2012 en Wayback Machine.  | Arsenal          | 3 de noviembre de 2012 | 12:45 |
| Fulham               | 2 - 2 Archivado el 5 de noviembre de 2012 en Wayback Machine. | Everton          | 3 de noviembre de 2012 | 15:00 |
| Norwich City         | 1 - 0 Archivado el 7 de noviembre de 2012 en Wayback Machine. | Stoke City       | 3 de noviembre de 2012 | 15:00 |
| Sunderland           | 0 - 1                                                         | Aston Villa      | 3 de noviembre de 2012 | 15:00 |
| Swansea City         | 1 - 1 Archivado el 27 de octubre de 2012 en Wayback Machine.  | Chelsea          | 3 de noviembre de 2012 | 15:00 |
| Tottenham Hotspur    | 0 - 1                                                         | Wigan Athletic   | 3 de noviembre de 2012 | 15:00 |
| West Ham United      | 0 - 0 Archivado el 3 de noviembre de 2012 en Wayback Machine. | Manchester City  | 3 de noviembre de 2012 | 17:30 |
| Queens Park Rangers  | 1 - 1 Archivado el 6 de noviembre de 2012 en Wayback Machine. | Reading          | 4 de noviembre de 2012 | 13:30 |
| Liverpool            | 1 - 1 Archivado el 3 de noviembre de 2012 en Wayback Machine. | Newcastle United | 4 de noviembre de 2012 | 16:00 |
| West Bromwich Albion | 2 - 0 Archivado el 7 de noviembre de 2012 en Wayback Machine. | Southampton      | 5 de noviembre de 2012 | 20:00 |

| Arsenal          | 3 - 3 Archivado el 26 de septiembre de 2015 en Wayback Machine.                                         | Fulham               | 10 de noviembre de 2012 | 15:00 |
| Everton          | 2 - 1 (enlace roto disponible en Internet Archive; véase el historial, la primera versión y la última). | Sunderland           | 10 de noviembre de 2012 | 15:00 |
| Reading          | 0 - 0 Archivado el 12 de noviembre de 2012 en Wayback Machine.                                          | Norwich City         | 10 de noviembre de 2012 | 15:00 |
| Southampton      | 1 - 1 Archivado el 21 de octubre de 2012 en Wayback Machine.                                            | Swansea City         | 10 de noviembre de 2012 | 15:00 |
| Stoke City       | 1 - 0 Archivado el 10 de noviembre de 2012 en Wayback Machine.                                          | Queens Park Rangers  | 10 de noviembre de 2012 | 15:00 |
| Wigan Athletic   | 1 - 2 Archivado el 11 de noviembre de 2012 en Wayback Machine.                                          | West Bromwich Albion | 10 de noviembre de 2012 | 15:00 |
| Aston Villa      | 2 - 3 Archivado el 7 de noviembre de 2012 en Wayback Machine.                                           | Manchester United    | 10 de noviembre de 2012 | 17:30 |
| Manchester City  | 2 - 1                                                                                                   | Tottenham Hotspur    | 11 de noviembre de 2012 | 13:30 |
| Newcastle United | 0 - 1 Archivado el 12 de noviembre de 2012 en Wayback Machine.                                          | West Ham United      | 11 de noviembre de 2012 | 15:00 |
| Chelsea          | 1 - 1 Archivado el 30 de octubre de 2012 en Wayback Machine.                                            | Liverpool            | 11 de noviembre de 2012 | 16:00 |

| Arsenal              | 5 - 2                                                          | Tottenham Hotspur | 17 de noviembre de 2012 | 12:45 |
| Liverpool            | 3 - 0 Archivado el 15 de noviembre de 2012 en Wayback Machine. | Wigan Athletic    | 17 de noviembre de 2012 | 15:00 |
| Manchester City      | 5 - 0 Archivado el 16 de noviembre de 2012 en Wayback Machine. | Aston Villa       | 17 de noviembre de 2012 | 15:00 |
| Newcastle United     | 1 - 2 Archivado el 18 de noviembre de 2012 en Wayback Machine. | Swansea City      | 17 de noviembre de 2012 | 15:00 |
| Queens Park Rangers  | 1 - 3 Archivado el 27 de diciembre de 2012 en Wayback Machine. | Southampton       | 17 de noviembre de 2012 | 15:00 |
| Reading              | 2 - 1 Archivado el 19 de noviembre de 2012 en Wayback Machine. | Everton           | 17 de noviembre de 2012 | 15:00 |
| West Bromwich Albion | 2 - 1 Archivado el 30 de octubre de 2012 en Wayback Machine.   | Chelsea           | 17 de noviembre de 2012 | 15:00 |
| Norwich City         | 1 - 0 Archivado el 10 de noviembre de 2012 en Wayback Machine. | Manchester United | 17 de noviembre de 2012 | 18:30 |
| Fulham               | 1 - 3 Archivado el 27 de diciembre de 2012 en Wayback Machine. | Sunderland        | 18 de noviembre de 2012 | 16:00 |
| West Ham United      | 1 - 1 Archivado el 27 de diciembre de 2012 en Wayback Machine. | Stoke City        | 19 de noviembre de 2012 | 20:00 |

| Sunderland        | 2 - 4 Archivado el 28 de noviembre de 2012 en Wayback Machine. | West Bromwich Albion | 24 de noviembre de 2012 | 12:45 |
| Everton           | 1 - 1 Archivado el 28 de noviembre de 2012 en Wayback Machine. | Norwich City         | 24 de noviembre de 2012 | 15:00 |
| Manchester United | 3 - 1 Archivado el 21 de noviembre de 2012 en Wayback Machine. | Queens Park Rangers  | 24 de noviembre de 2012 | 15:00 |
| Stoke City        | 1 - 0 Archivado el 27 de noviembre de 2012 en Wayback Machine. | Fulham               | 24 de noviembre de 2012 | 15:00 |
| Wigan Athletic    | 3 - 2 Archivado el 28 de noviembre de 2012 en Wayback Machine. | Reading              | 24 de noviembre de 2012 | 15:00 |
| Aston Villa       | 0 - 0 Archivado el 21 de noviembre de 2012 en Wayback Machine. | Arsenal              | 24 de noviembre de 2012 | 17:30 |
| Swansea City      | 0 - 0 Archivado el 21 de noviembre de 2012 en Wayback Machine. | Liverpool            | 25 de noviembre de 2012 | 13:30 |
| Southampton       | 2 - 0 Archivado el 28 de noviembre de 2012 en Wayback Machine. | Newcastle United     | 25 de noviembre de 2012 | 15:00 |
| Chelsea           | 0 - 0 Archivado el 27 de noviembre de 2012 en Wayback Machine. | Manchester City      | 25 de noviembre de 2012 | 16:00 |
| Tottenham Hotspur | 3 - 1                                                          | West Ham United      | 25 de noviembre de 2012 | 16:00 |

| Sunderland        | 0 - 0 Archivado el 28 de noviembre de 2012 en Wayback Machine. | Queens Park Rangers  | 27 de noviembre de 2012 | 19:45 |
| Aston Villa       | 1 - 0 Archivado el 15 de noviembre de 2012 en Wayback Machine. | Reading              | 27 de noviembre de 2012 | 20:00 |
| Southampton       | 1 - 1 Archivado el 30 de noviembre de 2012 en Wayback Machine. | Norwich City         | 28 de noviembre de 2012 | 19:45 |
| Stoke City        | 2 - 1 Archivado el 30 de noviembre de 2012 en Wayback Machine. | Newcastle United     | 28 de noviembre de 2012 | 19:45 |
| Swansea City      | 3 - 1 Archivado el 29 de noviembre de 2012 en Wayback Machine. | West Bromwich Albion | 28 de noviembre de 2012 | 19:45 |
| Tottenham Hotspur | 2 - 1                                                          | Liverpool            | 28 de noviembre de 2012 | 19:45 |
| Chelsea           | 0 - 0 Archivado el 27 de diciembre de 2012 en Wayback Machine. | Fulham               | 28 de noviembre de 2012 | 19:45 |
| Everton           | 1 - 1 Archivado el 30 de noviembre de 2012 en Wayback Machine. | Arsenal              | 28 de noviembre de 2012 | 19:45 |
| Manchester United | 1 - 0 Archivado el 29 de noviembre de 2012 en Wayback Machine. | West Ham United      | 28 de noviembre de 2012 | 20:00 |
| Wigan Athletic    | 0 - 2 Archivado el 15 de abril de 2013 en Wayback Machine.     | Manchester City      | 28 de noviembre de 2012 | 20:00 |

| West Ham United      | 3 - 1 Archivado el 2 de diciembre de 2012 en Wayback Machine.  | Chelsea           | 1 de diciembre de 2012 | 12:45 |
| Arsenal              | 0 - 2 Archivado el 3 de diciembre de 2012 en Wayback Machine.  | Swansea City      | 1 de diciembre de 2012 | 15:00 |
| Fulham               | 0 - 3                                                          | Tottenham Hotspur | 1 de diciembre de 2012 | 15:00 |
| Liverpool            | 1 - 0 Archivado el 27 de diciembre de 2012 en Wayback Machine. | Southampton       | 1 de diciembre de 2012 | 15:00 |
| Manchester City      | 1 - 1 Archivado el 3 de diciembre de 2012 en Wayback Machine.  | Everton           | 1 de diciembre de 2012 | 15:00 |
| Queens Park Rangers  | 1 - 1 Archivado el 28 de noviembre de 2012 en Wayback Machine. | Aston Villa       | 1 de diciembre de 2012 | 15:00 |
| West Bromwich Albion | 0 - 1 Archivado el 30 de noviembre de 2012 en Wayback Machine. | Stoke City        | 1 de diciembre de 2012 | 15:00 |
| Reading              | 3 - 4 Archivado el 27 de diciembre de 2012 en Wayback Machine. | Manchester United | 1 de diciembre de 2012 | 17:30 |
| Norwich City         | 2 - 1 Archivado el 3 de diciembre de 2012 en Wayback Machine.  | Sunderland        | 2 de diciembre de 2012 | 16:00 |
| Newcastle United     | 3 - 0 Archivado el 4 de diciembre de 2012 en Wayback Machine.  | Wigan Athletic    | 3 de diciembre de 2012 | 20:00 |

| Arsenal         | 2 - 0 Archivado el 9 de diciembre de 2012 en Wayback Machine.  | West Bromwich Albion | 8 de diciembre de 2012  | 15:00 |
| Aston Villa     | 0 - 0 Archivado el 6 de diciembre de 2012 en Wayback Machine.  | Stoke City           | 8 de diciembre de 2012  | 15:00 |
| Southampton     | 1 - 0 Archivado el 7 de diciembre de 2012 en Wayback Machine.  | Reading              | 8 de diciembre de 2012  | 15:00 |
| Sunderland      | 1 - 3 Archivado el 4 de diciembre de 2012 en Wayback Machine.  | Chelsea              | 8 de diciembre de 2012  | 15:00 |
| Swansea City    | 3 - 4 Archivado el 11 de diciembre de 2012 en Wayback Machine. | Norwich City         | 8 de diciembre de 2012  | 15:00 |
| Wigan Athletic  | 2 - 2 Archivado el 12 de diciembre de 2012 en Wayback Machine. | Queens Park Rangers  | 8 de diciembre de 2012  | 15:00 |
| Manchester City | 2 - 3 Archivado el 12 de enero de 2014 en Wayback Machine.     | Manchester United    | 9 de diciembre de 2012  | 13:30 |
| Everton         | 2 - 1                                                          | Tottenham Hotspur    | 9 de diciembre de 2012  | 15:00 |
| West Ham United | 2 - 3 Archivado el 27 de diciembre de 2012 en Wayback Machine. | Liverpool            | 9 de diciembre de 2012  | 16:00 |
| Fulham          | 2 - 1 Archivado el 12 de diciembre de 2012 en Wayback Machine. | Newcastle United     | 10 de diciembre de 2012 | 20:00 |

| Newcastle United     | 1 - 3 (enlace roto disponible en Internet Archive; véase el historial, la primera versión y la última). | Manchester City | 15 de diciembre de 2012 | 12:45 |
| Liverpool            | 1 - 3 Archivado el 16 de diciembre de 2012 en Wayback Machine.                                          | Aston Villa     | 15 de diciembre de 2012 | 15:00 |
| Manchester United    | 3 - 1 Archivado el 14 de diciembre de 2012 en Wayback Machine.                                          | Sunderland      | 15 de diciembre de 2012 | 15:00 |
| Norwich City         | 2 - 1 Archivado el 17 de diciembre de 2012 en Wayback Machine.                                          | Wigan Athletic  | 15 de diciembre de 2012 | 15:00 |
| Queens Park Rangers  | 2 - 1 Archivado el 13 de diciembre de 2012 en Wayback Machine.                                          | Fulham          | 15 de diciembre de 2012 | 15:00 |
| Stoke City           | 1 - 1 Archivado el 18 de diciembre de 2012 en Wayback Machine.                                          | Everton         | 15 de diciembre de 2012 | 15:00 |
| Tottenham Hotspur    | 1 - 0                                                                                                   | Swansea City    | 16 de diciembre de 2012 | 13:30 |
| West Bromwich Albion | 0 - 0 Archivado el 19 de diciembre de 2012 en Wayback Machine.                                          | West Ham United | 16 de diciembre de 2012 | 16:00 |
| Reading              | 2 - 5 Archivado el 27 de diciembre de 2012 en Wayback Machine.                                          | Arsenal         | 17 de diciembre de 2012 | 20:00 |
| Chelsea              | 2 - 2 Archivado el 20 de enero de 2013 en Wayback Machine.                                              | Southampton     | 16 de enero de 2013     | 19:45 |

| Wigan Athletic       | 0 - 1 Archivado el 21 de diciembre de 2012 en Wayback Machine.                                          | Arsenal             | 22 de diciembre de 2012 | 12:45 |
| Manchester City      | 1 - 0 (enlace roto disponible en Internet Archive; véase el historial, la primera versión y la última). | Reading             | 22 de diciembre de 2012 | 15:00 |
| Newcastle United     | 1 - 0 Archivado el 23 de diciembre de 2012 en Wayback Machine.                                          | Queens Park Rangers | 22 de diciembre de 2012 | 15:00 |
| Southampton          | 0 - 1 Archivado el 19 de diciembre de 2012 en Wayback Machine.                                          | Sunderland          | 22 de diciembre de 2012 | 15:00 |
| Tottenham Hotspur    | 0 - 0                                                                                                   | Stoke City          | 22 de diciembre de 2012 | 15:00 |
| West Bromwich Albion | 2 - 1 Archivado el 19 de diciembre de 2012 en Wayback Machine.                                          | Norwich City        | 22 de diciembre de 2012 | 15:00 |
| West Ham United      | 1 - 2 Archivado el 23 de diciembre de 2012 en Wayback Machine.                                          | Everton             | 22 de diciembre de 2012 | 15:00 |
| Liverpool            | 4 - 0 Archivado el 19 de diciembre de 2012 en Wayback Machine.                                          | Fulham              | 22 de diciembre de 2012 | 17:30 |
| Swansea City         | 1 - 1 Archivado el 21 de diciembre de 2012 en Wayback Machine.                                          | Manchester United   | 23 de diciembre de 2012 | 13:30 |
| Chelsea              | 8 - 0 Archivado el 24 de diciembre de 2012 en Wayback Machine.                                          | Aston Villa         | 23 de diciembre de 2012 | 16:00 |

| Everton             | 2 - 1 Archivado el 27 de diciembre de 2012 en Wayback Machine. | Wigan Athletic       | 26 de diciembre de 2012 | 15:00 |
| Fulham              | 1 - 1 Archivado el 29 de diciembre de 2012 en Wayback Machine. | Southampton          | 26 de diciembre de 2012 | 15:00 |
| Manchester United   | 4 - 3 Archivado el 30 de diciembre de 2012 en Wayback Machine. | Newcastle United     | 26 de diciembre de 2012 | 15:00 |
| Norwich City        | 0 - 1 Archivado el 26 de diciembre de 2012 en Wayback Machine. | Chelsea              | 26 de diciembre de 2012 | 15:00 |
| Queens Park Rangers | 1 - 2 Archivado el 29 de diciembre de 2012 en Wayback Machine. | West Bromwich Albion | 26 de diciembre de 2012 | 15:00 |
| Reading             | 0 - 0 Archivado el 26 de diciembre de 2012 en Wayback Machine. | Swansea City         | 26 de diciembre de 2012 | 15:00 |
| Sunderland          | 1 - 0 Archivado el 26 de diciembre de 2012 en Wayback Machine. | Manchester City      | 26 de diciembre de 2012 | 15:00 |
| Aston Villa         | 0 - 4                                                          | Tottenham Hotspur    | 26 de diciembre de 2012 | 17:30 |
| Stoke City          | 3 - 1 Archivado el 26 de diciembre de 2012 en Wayback Machine. | Liverpool            | 26 de diciembre de 2012 | 19:45 |
| Arsenal             | 5 - 1 Archivado el 25 de enero de 2013 en Wayback Machine.     | West Ham United      | 23 de enero de 2013     | 19:45 |

### Segunda vuelta
| Sunderland          | 1 - 2                                                           | Tottenham Hotspur    | 29 de diciembre de 2012 | 12:45 |
| Aston Villa         | 0 - 3 Archivado el 31 de diciembre de 2012 en Wayback Machine.  | Wigan Athletic       | 29 de diciembre de 2012 | 15:00 |
| Fulham              | 1 - 2 Archivado el 31 de diciembre de 2012 en Wayback Machine.  | Swansea City         | 29 de diciembre de 2012 | 15:00 |
| Manchester United   | 2 - 0 Archivado el 26 de diciembre de 2012 en Wayback Machine.  | West Bromwich Albion | 29 de diciembre de 2012 | 15:00 |
| Norwich City        | 3 - 4 Archivado el 31 de diciembre de 2012 en Wayback Machine.  | Manchester City      | 29 de diciembre de 2012 | 15:00 |
| Reading             | 1 - 0 Archivado el 1 de enero de 2013 en Wayback Machine.       | West Ham United      | 29 de diciembre de 2012 | 15:00 |
| Stoke City          | 3 - 3 Archivado el 31 de diciembre de 2012 en Wayback Machine.  | Southampton          | 29 de diciembre de 2012 | 15:00 |
| Arsenal             | 7 - 3 Archivado el 30 de diciembre de 2012 en Wayback Machine.  | Newcastle United     | 29 de diciembre de 2012 | 17:30 |
| Everton             | 1 - 2 Archivado el 29 de diciembre de 2012 en Wayback Machine.  | Chelsea              | 30 de diciembre de 2012 | 13:30 |
| Queens Park Rangers | 0 - 3 Archivado el 26 de septiembre de 2015 en Wayback Machine. | Liverpool            | 30 de diciembre de 2012 | 16:00 |

| West Bromwich Albion | 1 - 2 Archivado el 3 de enero de 2013 en Wayback Machine.                                               | Fulham              | 1 de enero de 2013 | 12:45 |
| Manchester City      | 3 - 0 Archivado el 3 de enero de 2013 en Wayback Machine.                                               | Stoke City          | 1 de enero de 2013 | 15:00 |
| Swansea City         | 2 - 2 (enlace roto disponible en Internet Archive; véase el historial, la primera versión y la última). | Aston Villa         | 1 de enero de 2013 | 15:00 |
| Tottenham Hotspur    | 3 - 1                                                                                                   | Reading             | 1 de enero de 2013 | 15:00 |
| West Ham United      | 2 - 1 Archivado el 5 de enero de 2013 en Wayback Machine.                                               | Norwich City        | 1 de enero de 2013 | 15:00 |
| Wigan Athletic       | 0 - 4 Archivado el 1 de enero de 2013 en Wayback Machine.                                               | Manchester United   | 1 de enero de 2013 | 15:00 |
| Southampton          | 1 - 1 Archivado el 3 de enero de 2013 en Wayback Machine.                                               | Arsenal             | 1 de enero de 2013 | 17:30 |
| Chelsea              | 0 - 1 Archivado el 3 de enero de 2013 en Wayback Machine.                                               | Queens Park Rangers | 2 de enero de 2013 | 19:45 |
| Liverpool            | 3 - 0 Archivado el 3 de enero de 2013 en Wayback Machine.                                               | Sunderland          | 2 de enero de 2013 | 19:45 |
| Newcastle United     | 1 - 2 Archivado el 5 de enero de 2013 en Wayback Machine.                                               | Everton             | 2 de enero de 2013 | 20:00 |

| Queens Park Rangers | 0 - 0                                                      | Tottenham Hotspur    | 12 de enero de 2013 | 12:45 |
| Aston Villa         | 0 - 1 Archivado el 6 de enero de 2013 en Wayback Machine.  | Southampton          | 12 de enero de 2013 | 15:00 |
| Everton             | 0 - 0 Archivado el 13 de enero de 2013 en Wayback Machine. | Swansea City         | 12 de enero de 2013 | 15:00 |
| Fulham              | 1 - 1 Archivado el 14 de enero de 2013 en Wayback Machine. | Wigan Athletic       | 12 de enero de 2013 | 15:00 |
| Norwich City        | 0 - 0 Archivado el 15 de enero de 2013 en Wayback Machine. | Newcastle United     | 12 de enero de 2013 | 15:00 |
| Reading             | 3 - 2 Archivado el 7 de enero de 2013 en Wayback Machine.  | West Bromwich Albion | 12 de enero de 2013 | 15:00 |
| Stoke City          | 0 - 4 Archivado el 7 de enero de 2013 en Wayback Machine.  | Chelsea              | 12 de enero de 2013 | 15:00 |
| Sunderland          | 3 - 0 Archivado el 9 de enero de 2013 en Wayback Machine.  | West Ham United      | 12 de enero de 2013 | 15:00 |
| Manchester United   | 2 - 1 Archivado el 20 de enero de 2013 en Wayback Machine. | Liverpool            | 13 de enero de 2013 | 13:30 |
| Arsenal             | 0 - 2 Archivado el 21 de enero de 2013 en Wayback Machine. | Manchester City      | 13 de enero de 2013 | 16:00 |

| Liverpool            | 5 - 0 Archivado el 21 de enero de 2013 en Wayback Machine. | Norwich City        | 19 de enero de 2013 | 15:00 |
| Manchester City      | 2 - 0 Archivado el 4 de enero de 2013 en Wayback Machine.  | Fulham              | 19 de enero de 2013 | 15:00 |
| Newcastle United     | 1 - 2 Archivado el 21 de enero de 2013 en Wayback Machine. | Reading             | 19 de enero de 2013 | 15:00 |
| Swansea City         | 3 - 1 Archivado el 21 de enero de 2013 en Wayback Machine. | Stoke City          | 19 de enero de 2013 | 15:00 |
| West Ham United      | 1 - 1 Archivado el 20 de enero de 2013 en Wayback Machine. | Queens Park Rangers | 19 de enero de 2013 | 15:00 |
| Wigan Athletic       | 2 - 3 Archivado el 21 de enero de 2013 en Wayback Machine. | Sunderland          | 19 de enero de 2013 | 15:00 |
| West Bromwich Albion | 2 - 2 Archivado el 19 de enero de 2013 en Wayback Machine. | Aston Villa         | 19 de enero de 2013 | 17:30 |
| Chelsea              | 2 - 1 Archivado el 20 de enero de 2013 en Wayback Machine. | Arsenal             | 20 de enero de 2013 | 13:30 |
| Tottenham Hotspur    | 1 - 1                                                      | Manchester United   | 20 de enero de 2013 | 16:00 |
| Southampton          | 0 - 0 Archivado el 22 de enero de 2013 en Wayback Machine. | Everton             | 21 de enero de 2013 | 20:00 |

| Queens Park Rangers | 0 - 0 Archivado el 26 de enero de 2013 en Wayback Machine.  | Manchester City      | 29 de enero de 2013 | 19:45 |
| Aston Villa         | 1 - 2 Archivado el 20 de enero de 2013 en Wayback Machine.  | Newcastle United     | 29 de enero de 2013 | 19:45 |
| Sunderland          | 0 - 0 Archivado el 20 de enero de 2013 en Wayback Machine.  | Swansea City         | 29 de enero de 2013 | 19:45 |
| Stoke City          | 2 - 2 Archivado el 20 de enero de 2013 en Wayback Machine.  | Wigan Athletic       | 29 de enero de 2013 | 19:45 |
| Arsenal             | 2 - 2 Archivado el 24 de enero de 2013 en Wayback Machine.  | Liverpool            | 30 de enero de 2013 | 19:45 |
| Norwich City        | 1 - 1                                                       | Tottenham            | 30 de enero de 2013 | 19:45 |
| Everton             | 2 - 1 Archivado el 3 de febrero de 2013 en Wayback Machine. | West Bromwich Albion | 30 de enero de 2013 | 19:45 |
| Manchester United   | 2 - 1 Archivado el 26 de enero de 2013 en Wayback Machine.  | Southamptom          | 30 de enero de 2013 | 20:00 |
| Reading             | 2 - 2 Archivado el 26 de enero de 2013 en Wayback Machine.  | Chelsea              | 30 de enero de 2013 | 20:00 |
| Fulham              | 3 - 1 Archivado el 3 de febrero de 2013 en Wayback Machine. | West Ham             | 30 de enero de 2013 | 20:00 |

| Queens Park Rangers  | 0 - 0 Archivado el 26 de enero de 2013 en Wayback Machine.                                              | Norwich City      | 2 de febrero de 2013 | 12:45 |
| Arsenal              | 1 - 0 Archivado el 3 de febrero de 2013 en Wayback Machine.                                             | Stoke City        | 2 de febrero de 2013 | 15:00 |
| Everton              | 3 - 3 Archivado el 6 de febrero de 2013 en Wayback Machine.                                             | Aston Villa       | 2 de febrero de 2013 | 15:00 |
| Newcastle United     | 3 - 2 (enlace roto disponible en Internet Archive; véase el historial, la primera versión y la última). | Chelsea           | 2 de febrero de 2013 | 15:00 |
| Reading              | 2 - 1 Archivado el 6 de febrero de 2013 en Wayback Machine.                                             | Sunderland        | 2 de febrero de 2013 | 15:00 |
| West Ham United      | 1 - 0 Archivado el 6 de febrero de 2013 en Wayback Machine.                                             | Swansea City      | 2 de febrero de 2013 | 15:00 |
| Wigan Athletic       | 2 - 2 Archivado el 6 de febrero de 2013 en Wayback Machine.                                             | Southampton       | 2 de febrero de 2013 | 15:00 |
| Fulham               | 0 - 1 Archivado el 4 de febrero de 2013 en Wayback Machine.                                             | Manchester United | 2 de febrero de 2013 | 18:30 |
| West Bromwich Albion | 0 - 1                                                                                                   | Tottenham Hotspur | 3 de febrero de 2013 | 13:30 |
| Manchester City      | 2 - 2 Archivado el 3 de febrero de 2013 en Wayback Machine.                                             | Liverpool         | 3 de febrero de 2013 | 16:00 |

| Tottenham         | 2 - 1                                                        | Newcastle            | 9 de febrero de 2013  | 12:45 |
| Chelsea           | 4 - 1 Archivado el 6 de febrero de 2013 en Wayback Machine.  | Wigan Athletic       | 9 de febrero de 2013  | 15:00 |
| Norwich City      | 0 - 0 Archivado el 12 de febrero de 2013 en Wayback Machine. | Fulham               | 9 de febrero de 2013  | 15:00 |
| Sunderland        | 0 - 1 Archivado el 8 de febrero de 2013 en Wayback Machine.  | Arsenal              | 9 de febrero de 2013  | 15:00 |
| Swansea City      | 4 - 1 Archivado el 8 de febrero de 2013 en Wayback Machine.  | Queens Park Rangers  | 9 de febrero de 2013  | 15:00 |
| Stoke City        | 2 - 1 Archivado el 12 de febrero de 2013 en Wayback Machine. | Reading              | 9 de febrero de 2013  | 15:00 |
| Southampton       | 3 - 1 Archivado el 7 de febrero de 2013 en Wayback Machine.  | Manchester City      | 9 de febrero de 2013  | 17:30 |
| Aston Villa       | 2 - 1 Archivado el 12 de febrero de 2013 en Wayback Machine. | West Ham United      | 10 de febrero de 2013 | 13:30 |
| Manchester United | 2 - 0 Archivado el 6 de febrero de 2013 en Wayback Machine.  | Everton              | 10 de febrero de 2013 | 16:00 |
| Liverpool         | 0 - 2 Archivado el 11 de febrero de 2013 en Wayback Machine. | West Bromwich Albion | 11 de febrero de 2013 | 20:00 |

| Liverpool            | 5 - 0 Archivado el 12 de febrero de 2013 en Wayback Machine. | Swansea City      | 17 de febrero de 2013 | 15:00 |
| Fulham               | 1 - 0 Archivado el 26 de febrero de 2013 en Wayback Machine. | Stoke City        | 23 de febrero de 2013 | 12:45 |
| Arsenal              | 2 - 1 Archivado el 29 de enero de 2013 en Wayback Machine.   | Aston Villa       | 23 de febrero de 2013 | 15:00 |
| Norwich City         | 2 - 1 Archivado el 25 de febrero de 2013 en Wayback Machine. | Everton           | 23 de febrero de 2013 | 15:00 |
| Queens Park Rangers  | 0 - 2 Archivado el 13 de febrero de 2013 en Wayback Machine. | Manchester United | 23 de febrero de 2013 | 15:00 |
| Reading              | 0 - 3 Archivado el 25 de febrero de 2013 en Wayback Machine. | Wigan Athletic    | 23 de febrero de 2013 | 15:00 |
| West Bromwich Albion | 2 - 1 Archivado el 15 de febrero de 2013 en Wayback Machine. | Sunderland        | 23 de febrero de 2013 | 15:00 |
| Manchester City      | 2 - 0 Archivado el 7 de febrero de 2013 en Wayback Machine.  | Chelsea           | 24 de febrero de 2013 | 13:30 |
| Newcastle United     | 4 - 2 Archivado el 14 de febrero de 2013 en Wayback Machine. | Southampton       | 24 de febrero de 2013 | 13:30 |
| West Ham United      | 2 - 3                                                        | Tottenham Hotspur | 25 de febrero de 2013 | 20:00 |

| Chelsea           | 1 - 0 Archivado el 17 de febrero de 2013 en Wayback Machine. | West Bromwich Albion | 2 de marzo de 2013 | 15:00 |
| Everton           | 3 - 1 Archivado el 1 de marzo de 2013 en Wayback Machine.    | Reading              | 2 de marzo de 2013 | 15:00 |
| Manchester United | 4 - 0 Archivado el 26 de febrero de 2013 en Wayback Machine. | Norwich City         | 2 de marzo de 2013 | 15:00 |
| Southampton       | 1 - 2 Archivado el 5 de marzo de 2013 en Wayback Machine.    | Queens Park Rangers  | 2 de marzo de 2013 | 15:00 |
| Stoke City        | 0 - 1 Archivado el 4 de marzo de 2013 en Wayback Machine.    | West Ham United      | 2 de marzo de 2013 | 15:00 |
| Sunderland        | 2 - 2 Archivado el 26 de febrero de 2013 en Wayback Machine. | Fulham               | 2 de marzo de 2013 | 15:00 |
| Swansea City      | 1 - 0 Archivado el 2 de marzo de 2013 en Wayback Machine.    | Newcastle United     | 2 de marzo de 2013 | 15:00 |
| Wigan Athletic    | 0 - 4 Archivado el 21 de febrero de 2013 en Wayback Machine. | Liverpool            | 2 de marzo de 2013 | 17:30 |
| Tottenham Hotspur | 2 - 1                                                        | Arsenal              | 3 de marzo de 2013 | 16:00 |
| Aston Villa       | 0 - 1 Archivado el 1 de marzo de 2013 en Wayback Machine.    | Manchester City      | 4 de marzo de 2013 | 20:00 |

| Norwich City         | 0 - 0 (enlace roto disponible en Internet Archive; véase el historial, la primera versión y la última). | Southampton       | 9 de marzo de 2013  | 15:00 |
| Queens Park Rangers  | 3 - 1 Archivado el 9 de marzo de 2013 en Wayback Machine.                                               | Sunderland        | 9 de marzo de 2013  | 15:00 |
| Reading              | 1 - 2 Archivado el 9 de marzo de 2013 en Wayback Machine.                                               | Aston Villa       | 9 de marzo de 2013  | 15:00 |
| West Bromwich Albion | 2 - 1 Archivado el 24 de febrero de 2013 en Wayback Machine.                                            | Swansea City      | 9 de marzo de 2013  | 15:00 |
| Newcastle United     | 2 - 1 Archivado el 13 de marzo de 2013 en Wayback Machine.                                              | Stoke City        | 10 de marzo de 2013 | 15:00 |
| Liverpool            | 3 - 2                                                                                                   | Tottenham Hotspur | 10 de marzo de 2013 | 16:00 |
| Arsenal              | 0 - 0 Archivado el 12 de abril de 2013 en Wayback Machine.                                              | Everton           | 16 de abril de 2013 | 19:45 |
| West Ham United      | 2 - 2 Archivado el 12 de mayo de 2013 en Wayback Machine.                                               | Manchester United | 17 de abril de 2013 | 19:45 |
| Manchester City      | 1 - 0 Archivado el 7 de abril de 2013 en Wayback Machine.                                               | Wigan Athletic    | 17 de abril de 2013 | 19:45 |
| Fulham               | 0 - 3 Archivado el 8 de junio de 2013 en Wayback Machine.                                               | Chelsea           | 17 de abril de 2013 | 20:00 |

| Everton           | 2 - 0 Archivado el 19 de marzo de 2013 en Wayback Machine.                                              | Manchester City      | 16 de marzo de 2013 | 12:45 |
| Aston Villa       | 3 - 2 Archivado el 17 de marzo de 2013 en Wayback Machine.                                              | Queens Park Rangers  | 16 de marzo de 2013 | 15:00 |
| Swansea City      | 0 - 2 Archivado el 6 de marzo de 2013 en Wayback Machine.                                               | Arsenal              | 16 de marzo de 2013 | 15:00 |
| Southampton       | 3 - 1 (enlace roto disponible en Internet Archive; véase el historial, la primera versión y la última). | Liverpool            | 16 de marzo de 2013 | 15:00 |
| Stoke City        | 0 - 0 Archivado el 17 de marzo de 2013 en Wayback Machine.                                              | West Bromwich Albion | 16 de marzo de 2013 | 15:00 |
| Manchester United | 1 - 0 Archivado el 9 de marzo de 2013 en Wayback Machine.                                               | Reading              | 16 de marzo de 2013 | 17:30 |
| Sunderland        | 1 - 1 Archivado el 18 de marzo de 2013 en Wayback Machine.                                              | Norwich City         | 17 de marzo de 2013 | 13:30 |
| Tottenham Hotspur | 0 - 1                                                                                                   | Fulham               | 17 de marzo de 2013 | 15:00 |
| Chelsea           | 2 - 0 Archivado el 13 de marzo de 2013 en Wayback Machine.                                              | West Ham             | 17 de marzo de 2013 | 16:00 |
| Wigan Athletic    | 2 - 1 Archivado el 18 de marzo de 2013 en Wayback Machine.                                              | Newcastle United     | 17 de marzo de 2013 | 16:00 |

| Sunderland      | 0 - 1 Archivado el 22 de marzo de 2013 en Wayback Machine.   | Manchester United    | 30 de marzo de 2013 | 12:45 |
| Arsenal         | 4 - 1 Archivado el 13 de febrero de 2013 en Wayback Machine. | Reading              | 30 de marzo de 2013 | 15:00 |
| Manchester City | 4 - 0 Archivado el 25 de marzo de 2013 en Wayback Machine.   | Newcastle United     | 30 de marzo de 2013 | 15:00 |
| Southampton     | 2 - 1 Archivado el 29 de marzo de 2013 en Wayback Machine.   | Chelsea              | 30 de marzo de 2013 | 15:00 |
| Swansea City    | 1 - 2                                                        | Tottenham Hotspur    | 30 de marzo de 2013 | 15:00 |
| West Ham United | 3 - 1 Archivado el 1 de abril de 2013 en Wayback Machine.    | West Bromwich Albion | 30 de marzo de 2013 | 15:00 |
| Wigan Athletic  | 1 - 0 Archivado el 30 de marzo de 2013 en Wayback Machine.   | Norwich City         | 30 de marzo de 2013 | 15:00 |
| Everton         | 1 - 0 Archivado el 24 de marzo de 2013 en Wayback Machine.   | Stoke City           | 30 de marzo de 2013 | 17:30 |
| Aston Villa     | 1 - 2 Archivado el 24 de marzo de 2013 en Wayback Machine.   | Liverpool            | 31 de marzo de 2013 | 13:30 |
| Fulham          | 3 - 2 Archivado el 5 de abril de 2013 en Wayback Machine.    | Queens Park Rangers  | 1 de abril de 2013  | 20:00 |

| Reading              | 0 - 2 (enlace roto disponible en Internet Archive; véase el historial, la primera versión y la última). | Southampton     | 6 de abril de 2013 | 12:45 |
| Norwich City         | 2 - 2 Archivado el 29 de marzo de 2013 en Wayback Machine.                                              | Swansea City    | 6 de abril de 2013 | 15:00 |
| Stoke City           | 1 - 3 Archivado el 29 de marzo de 2013 en Wayback Machine.                                              | Aston Villa     | 6 de abril de 2013 | 15:00 |
| West Bromwich Albion | 1 - 2 Archivado el 4 de abril de 2013 en Wayback Machine.                                               | Arsenal         | 6 de abril de 2013 | 15:00 |
| Liverpool            | 0 - 0 Archivado el 4 de abril de 2013 en Wayback Machine.                                               | West Ham United | 7 de abril de 2013 | 13:30 |
| Tottenham Hotspur    | 2 - 2                                                                                                   | Everton         | 7 de abril de 2013 | 14:05 |
| Chelsea              | 2 - 1 Archivado el 4 de abril de 2013 en Wayback Machine.                                               | Sunderland      | 7 de abril de 2013 | 15:00 |
| Newcastle United     | 1 - 0 Archivado el 4 de abril de 2013 en Wayback Machine.                                               | Fulham          | 7 de abril de 2013 | 15:00 |
| Queens Park Rangers  | 1 - 1 Archivado el 4 de abril de 2013 en Wayback Machine.                                               | Wigan Athletic  | 7 de abril de 2013 | 16:10 |
| Manchester United    | 1 - 2 Archivado el 2 de marzo de 2013 en Wayback Machine.                                               | Manchester City | 8 de abril de 2013 | 20:00 |

| Arsenal          | 3 - 1 Archivado el 5 de marzo de 2013 en Wayback Machine.  | Norwich City         | 13 de abril de 2013 | 15:00 |
| Aston Villa      | 1 - 1 Archivado el 12 de abril de 2013 en Wayback Machine. | Fulham               | 13 de abril de 2013 | 15:00 |
| Everton          | 2 - 0 Archivado el 12 de abril de 2013 en Wayback Machine. | Queens Park Rangers  | 13 de abril de 2013 | 15:00 |
| Reading          | 0 - 0 Archivado el 4 de abril de 2013 en Wayback Machine.  | Liverpool            | 13 de abril de 2013 | 15:00 |
| Southampton      | 1 - 1 Archivado el 9 de abril de 2013 en Wayback Machine.  | West Ham United      | 13 de abril de 2013 | 15:00 |
| Newcastle United | 0 - 3 Archivado el 10 de abril de 2013 en Wayback Machine. | Sunderland           | 14 de abril de 2013 | 12:00 |
| Stoke City       | 0 - 2 Archivado el 5 de abril de 2013 en Wayback Machine.  | Manchester United    | 14 de abril de 2013 | 14:05 |
| Wigan Athletic   | 2 - 3 Archivado el 7 de mayo de 2013 en Wayback Machine.   | Swansea City         | 7 de mayo de 2013   | 19:45 |
| Manchester City  | 1 - 0 Archivado el 7 de mayo de 2013 en Wayback Machine.   | West Bromwich Albion | 7 de mayo de 2013   | 19:45 |
| Chelsea          | 2 - 2                                                      | Tottenham Hotspur    | 8 de mayo de 2013   | 19:45 |

| Fulham               | 0 - 1 Archivado el 19 de abril de 2013 en Wayback Machine.                                              | Arsenal          | 20 de abril de 2013 | 15:00 |
| Norwich City         | 2 - 1 Archivado el 20 de abril de 2013 en Wayback Machine.                                              | Reading          | 20 de abril de 2013 | 15:00 |
| Queens Park Rangers  | 0 - 2 Archivado el 19 de abril de 2013 en Wayback Machine.                                              | Stoke City       | 20 de abril de 2013 | 15:00 |
| Sunderland           | 1 - 0 Archivado el 20 de abril de 2013 en Wayback Machine.                                              | Everton          | 20 de abril de 2013 | 15:00 |
| Swansea City         | 0 - 0 Archivado el 10 de abril de 2013 en Wayback Machine.                                              | Southampton      | 20 de abril de 2013 | 15:00 |
| West Bromwich Albion | 1 - 1 Archivado el 20 de abril de 2013 en Wayback Machine.                                              | Newcastle United | 20 de abril de 2013 | 15:00 |
| West Ham United      | 2 - 0 Archivado el 20 de abril de 2013 en Wayback Machine.                                              | Wigan Athletic   | 20 de abril de 2013 | 15:00 |
| Tottenham Hotspur    | 3 - 1                                                                                                   | Manchester City  | 21 de abril de 2013 | 13:30 |
| Liverpool            | 2 - 2 (enlace roto disponible en Internet Archive; véase el historial, la primera versión y la última). | Chelsea          | 21 de abril de 2013 | 16:00 |
| Manchester United    | 3 - 0 Archivado el 17 de abril de 2013 en Wayback Machine.                                              | Aston Villa      | 22 de abril de 2013 | 20:00 |

| Manchester City  | 2 - 1 Archivado el 15 de abril de 2013 en Wayback Machine. | West Ham United      | 27 de abril de 2013 | 12:45 |
| Everton          | 1 - 0 Archivado el 18 de mayo de 2013 en Wayback Machine.  | Fulham               | 27 de abril de 2013 | 15:00 |
| Southampton      | 0 - 3 Archivado el 24 de abril de 2013 en Wayback Machine. | West Bromwich Albion | 27 de abril de 2013 | 15:00 |
| Stoke City       | 1 - 0 Archivado el 21 de abril de 2013 en Wayback Machine. | Norwich City         | 27 de abril de 2013 | 15:00 |
| Wigan Athletic   | 2 - 2                                                      | Tottenham Hotspur    | 27 de abril de 2013 | 15:00 |
| Newcastle United | 0 - 6 Archivado el 30 de abril de 2013 en Wayback Machine. | Liverpool            | 27 de abril de 2013 | 17:30 |
| Reading          | 0 - 0 Archivado el 30 de abril de 2013 en Wayback Machine. | Queens Park Rangers  | 28 de abril de 2013 | 13:30 |
| Chelsea          | 2 - 0 Archivado el 20 de mayo de 2013 en Wayback Machine.  | Swansea City         | 28 de abril de 2013 | 15:00 |
| Arsenal          | 1 - 1 Archivado el 18 de abril de 2013 en Wayback Machine. | Manchester United    | 28 de abril de 2013 | 16:00 |
| Aston Villa      | 6 - 1 Archivado el 13 de mayo de 2013 en Wayback Machine.  | Sunderland           | 29 de abril de 2013 | 20:00 |

| Fulham               | 2 - 4 Archivado el 7 de mayo de 2013 en Wayback Machine.   | Reading          | 4 de mayo de 2013 | 15:00 |
| Norwich City         | 1 - 2 Archivado el 3 de mayo de 2013 en Wayback Machine.   | Aston Villa      | 4 de mayo de 2013 | 15:00 |
| Swansea City         | 0 - 0 Archivado el 5 de mayo de 2013 en Wayback Machine.   | Manchester City  | 4 de mayo de 2013 | 15:00 |
| Tottenham Hotspur    | 1 - 0                                                      | Southampton      | 4 de mayo de 2013 | 15:00 |
| West Bromwich Albion | 2 - 3 Archivado el 7 de mayo de 2013 en Wayback Machine.   | Wigan Athletic   | 4 de mayo de 2013 | 15:00 |
| West Ham United      | 0 - 0 Archivado el 3 de mayo de 2013 en Wayback Machine.   | Newcastle United | 4 de mayo de 2013 | 15:00 |
| Queens Park Rangers  | 0 - 1 Archivado el 19 de abril de 2013 en Wayback Machine. | Arsenal          | 4 de mayo de 2013 | 17:30 |
| Liverpool            | 0 - 0 Archivado el 1 de mayo de 2013 en Wayback Machine.   | Everton          | 5 de mayo de 2013 | 13:30 |
| Manchester United    | 0 - 1 Archivado el 19 de abril de 2013 en Wayback Machine. | Chelsea          | 5 de mayo de 2013 | 16:00 |
| Sunderland           | 1 - 1 Archivado el 2 de mayo de 2013 en Wayback Machine.   | Stoke City       | 6 de mayo de 2013 | 20:00 |

| Aston Villa         | 1 - 2 Archivado el 22 de abril de 2013 en Wayback Machine. | Chelsea              | 11 de mayo de 2013 | 12:45 |
| Stoke City          | 1 - 2                                                      | Tottenham Hotspur    | 12 de mayo de 2013 | 13:30 |
| Everton             | 2 - 0 Archivado el 7 de junio de 2013 en Wayback Machine.  | West Ham United      | 12 de mayo de 2013 | 15:00 |
| Fulham              | 1 - 3 Archivado el 7 de junio de 2013 en Wayback Machine.  | Liverpool            | 12 de mayo de 2013 | 15:00 |
| Norwich City        | 4 - 0 Archivado el 7 de junio de 2013 en Wayback Machine.  | West Bromwich Albion | 12 de mayo de 2013 | 15:00 |
| Queens Park Rangers | 1 - 2 Archivado el 7 de junio de 2013 en Wayback Machine.  | Newcastle United     | 12 de mayo de 2013 | 15:00 |
| Sunderland          | 1 - 1 Archivado el 7 de junio de 2013 en Wayback Machine.  | Southampton          | 12 de mayo de 2013 | 15:00 |
| Manchester United   | 2 - 1 Archivado el 7 de junio de 2013 en Wayback Machine.  | Swansea City         | 12 de mayo de 2013 | 16:00 |
| Arsenal             | 4 - 1 Archivado el 7 de junio de 2013 en Wayback Machine.  | Wigan Athletic       | 14 de mayo de 2013 | 19:45 |
| Reading             | 0 - 2 Archivado el 7 de junio de 2013 en Wayback Machine.  | Manchester City      | 14 de mayo de 2013 | 20:00 |

| Chelsea              | 2 - 1 Archivado el 7 de junio de 2013 en Wayback Machine.  | Everton             | 19 de mayo de 2013 | 16:00 |
| Liverpool            | 1 - 0 Archivado el 3 de mayo de 2013 en Wayback Machine.   | Queens Park Rangers | 19 de mayo de 2013 | 16:00 |
| Manchester City      | 2 - 3 Archivado el 3 de mayo de 2013 en Wayback Machine.   | Norwich City        | 19 de mayo de 2013 | 16:00 |
| Newcastle United     | 0 - 1 Archivado el 19 de abril de 2013 en Wayback Machine. | Arsenal             | 19 de mayo de 2013 | 16:00 |
| Southampton          | 1 - 1 Archivado el 8 de junio de 2013 en Wayback Machine.  | Stoke City          | 19 de mayo de 2013 | 16:00 |
| Swansea City         | 0 - 3 Archivado el 7 de junio de 2013 en Wayback Machine.  | Fulham              | 19 de mayo de 2013 | 16:00 |
| Tottenham Hotspur    | 1 - 0                                                      | Sunderland          | 19 de mayo de 2013 | 16:00 |
| West Bromwich Albion | 5 - 5 Archivado el 9 de mayo de 2013 en Wayback Machine.   | Manchester United   | 19 de mayo de 2013 | 16:00 |
| West Ham United      | 4 - 2 Archivado el 7 de junio de 2013 en Wayback Machine.  | Reading             | 19 de mayo de 2013 | 16:00 |
| Wigan Athletic       | 2 - 2 Archivado el 7 de junio de 2013 en Wayback Machine.  | Aston Villa         | 19 de mayo de 2013 | 16:00 |

## Goleadores
| Robin van Persie                         | Manchester United          | 26 | 38 | 0.68 |
| Luis Suárez                              | Liverpool                  | 23 | 33 | 0.70 |
| Gareth Bale                              | Tottenham Hotspur          | 21 | 33 | 0.64 |
| Christian Benteke                        | Aston Villa                | 19 | 34 | 0.56 |
| Michu                                    | Swansea City               | 18 | 35 | 0.51 |
| Romelu Lukaku                            | West Bromwich Albion       | 17 | 35 | 0.48 |
| Frank Lampard                            | Chelsea                    | 15 | 29 | 0.52 |
| Dimitar Berbatov                         | Fulham                     | 15 | 33 | 0.45 |
| Demba Ba                                 | Newcastle United / Chelsea | 15 | 34 | 0.44 |
| Rickie Lambert                           | Southampton                | 15 | 38 | 0.39 |
| Edin Džeko                               | Manchester City            | 14 | 32 | 0.44 |
| Theo Walcott                             | Arsenal                    | 14 | 32 | 0.44 |
| Sergio Agüero                            | Manchester City            | 12 | 30 | 0.40 |
| Juan Mata                                | Chelsea                    | 12 | 35 | 0.34 |
| Santi Cazorla                            | Arsenal                    | 12 | 38 | 0.31 |
| Última actualización: 19 de mayo de 2013 |                            |    |    |      |

## Máximos asistentes
| Eden Hazard                              | Chelsea           | 14 | 34 |
| Juan Mata                                | Chelsea           | 12 | 35 |
| Santi Cazorla                            | Arsenal           | 11 | 38 |
| Wayne Rooney                             | Manchester United | 10 | 27 |
| Theo Walcott                             | Arsenal           | 10 | 32 |
| Lukas Podolski                           | Arsenal           | 9  | 33 |
| Jean Beausejour                          | Wigan Athletic    | 9  | 34 |
| Steven Gerrard                           | Liverpool         | 9  | 36 |
| Robin van Persie                         | Manchester United | 9  | 38 |
| David Silva                              | Manchester City   | 8  | 33 |
| Carlos Tévez                             | Manchester City   | 8  | 34 |
| Shaun Maloney                            | Wigan Athletic    | 8  | 36 |
| Samir Nasri                              | Manchester City   | 7  | 27 |
| Damien Duff                              | Fulham            | 7  | 31 |
| Aaron Lennon                             | Tottenham Hotspur | 7  | 34 |
| Jobi McAnuff                             | Reading           | 7  | 38 |
| Última actualización: 19 de mayo de 2013 |                   |    |    |

## Disciplina

### Jugadores con más tarjetas amarillas
| Dean Whitehead                           | Stoke City   | 10 | 26 |
| Craig Gardner                            | Sunderland   | 10 | 33 |
| Luis Suárez                              | Liverpool    | 10 | 33 |
| Ramires                                  | Chelsea      | 10 | 35 |
| Bradley Johnson                          | Norwich City | 10 | 37 |
| Matthew Lowton                           | Aston Villa  | 10 | 37 |
| Última actualización: 19 de mayo de 2013 |              |    |    |

## Premios

### Premios mensuales
| Mes        | Técnico del mes   | Técnico del mes      | Jugador del mes   | Jugador del mes   | Ref.   |
| Mes        | Técnico           | Club                 | Jugador           | Club              | Ref.   |
| ---------- | ----------------- | -------------------- | ----------------- | ----------------- | ------ |
| Septiembre | David Moyes       | Everton              | Steven Fletcher   | Sunderland        | [ 37 ] |
| Octubre    | Alex Ferguson     | Manchester United    | Juan Mata         | Chelsea           | [ 38 ] |
| Noviembre  | Steve Clarke      | West Bromwich Albion | Marouane Fellaini | Everton           | [ 39 ] |
| Diciembre  | André Villas-Boas | Tottenham Hotspur    | Robin van Persie  | Manchester United | [ 40 ] |
| Enero      | Brian McDermott   | Reading              | Adam le Fondre    | Reading           | [ 41 ] |
| Febrero    | André Villas-Boas | Tottenham Hotspur    | Gareth Bale       | Tottenham Hotspur | [ 42 ] |
| Marzo      | David Moyes       | Everton              | Jan Vertonghen    | Tottenham Hotspur |        |
| Abril      | Rafa Benítez      | Chelsea              | Robin van Persie  | Manchester United | [ 43 ] |

### Premios anuales

#### Entrenador del Año de la Premier League
Alex Ferguson, entrenador del Manchester United, ganó el galardón Entrenador del Año de la Premier League en su última temporada como entrenador. Es la 11.ª vez que gana este premio.

#### Jugador del Año de la Premier League
El Jugador del Año de la Premier League es un galardón anual del fútbol inglés que reconoce al jugador de la Premier League más sobresaliente de la temporada. Fue ganado por Gareth Bale, jugador galés del Tottenham Hotspur.

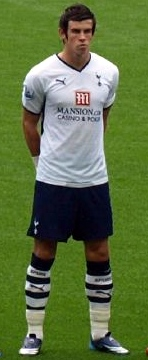
Gareth Bale.

#### PFA Jugador del año
El Premio PFA al jugador del año se lo llevó el jugador galés de los 'Spurs', Gareth Bale.

#### FWA Futbolista del año
El Premio FWA al futbolista del año también se lo llevó el jugador galés del Tottenham Hotspur, Gareth Bale.

#### PFA Jugador joven del año
El Premio PFA al jugador joven del año se lo llevó también el extremo galés del Tottenham Hotspur, Gareth Bale.

#### Guante de Oro de la Premier League
El premio Guante de Oro de la Premier League fue ganado por Joe Hart del Manchester City.

#### Premio al Mérito de la Premier League
El Premio al Mérito de la Premier League fue otorgado a Alex Ferguson.

#### Premio al Fair Play
Arsenal ganó el Premio al Fair Play después de terminar primero en la tabla de Fair Play 2012/13 de la Premier League. El premio para los fanes de mejor comportamiento fue ganado por el Norwich City por segundo año consecutivo.

#### PFA Equipo del año
El Equipo del año (también conocido como el Once ideal o Equipo ideal) es un premio que se le da a los mejores 11 jugadores de la Premier League (también a 11 futbolistas de todas las divisiones del Fútbol de Inglaterra) los cuales son elegidos por todos los jugadores de la Premier League.
Este año la formación fue un 4-4-2, en la que figuran 4 jugadores del Manchester United, 2 del Chelsea y del Tottenham y 1 del Manchester City, Everton y Liverpool, respectivamente.
La lista está conformada por:
| Pos. | Jugador          | Equipo            | Partidos | Goles |
| ---- | ---------------- | ----------------- | -------- | ----- |
| POR  | David de Gea     | Manchester United | 28       |       |
| LAT  | Pablo Zabaleta   | Manchester City   | 30       | 2     |
| DEF  | Jan Vertonghen   | Tottenham Hotspur | 34       | 4     |
| DEF  | Rio Ferdinand    | Manchester United | 28       | 1     |
| LAT  | Leighton Baines  | Everton           | 38       | 5     |
| MC   | Michael Carrick  | Manchester United | 36       | 1     |
| VOL  | Eden Hazard      | Chelsea           | 34       | 9     |
| VOL  | Gareth Bale      | Tottenham Hotspur | 33       | 21    |
| MED  | Juan Mata        | Chelsea           | 35       | 12    |
| DEL  | Robin van Persie | Manchester United | 38       | 26    |
| DEL  | Luis Suárez      | Liverpool         | 33       | 23    |

## Fichajes

### Fichajes más caros del mercado de verano
| Pos. | Jugador          | Club de destino   | Club de origen    | Precio (€) | Ref.   |
| ---- | ---------------- | ----------------- | ----------------- | ---------- | ------ |
| 1º   | Eden Hazard      | Chelsea           | Lille OSC         | 40.000.000 | [ 53 ] |
| 2º   | Oscar            | Chelsea           | SC Internacional  | 32.000.000 | [ 54 ] |
| 3º   | Robin van Persie | Manchester United | Arsenal           | 30.800.000 | [ 55 ] |
| 4º   | Santi Cazorla    | Arsenal           | Málaga CF         | 20.000.000 | [ 56 ] |
| 4º   | Javi García      | Manchester City   | SL Benfica        | 20.000.000 | [ 57 ] |
| 5º   | Shinji Kagawa    | Manchester United | Borussia Dortmund | 19.000.000 | [ 58 ] |

## Datos y estadísticas
| - Mayor goleada: 8 goles - Chelsea 8 – 0 Aston Villa (Fecha 18) - Mayor goleada local: 8 goles - Chelsea 8 – 0 Aston Villa (Fecha 18) - Mayor goleada visita: 6 goles - Newcastle 0 – 6 Liverpool (Fecha 35) - Más goles en un partido: 10 goles - Arsenal 7 – 3 Newcastle United (Fecha 20) - West Bromwich Albion 5 - 5 Manchester United (Fecha 38) Fuente: Barclays Premier League Stats - 2012-13 Archivado el 21 de mayo de 2011 en Wayback Machine. | - Racha más larga de victorias: Durante 5 partidos - Manchester United (Fecha 7 – 11) – (Fecha 13 – 17) – (Fecha 24 – 28) - Racha más larga de partidos sin perder: Durante 16 partidos - Manchester United (Fecha 13 – 28) - Racha más larga de derrotas: Durante 6 partidos - Reading (Fecha 13 – 18) - Racha más larga de partidos sin ganar: Durante 16 partidos - Queens Park Rangers (Fecha 1 – 16) Fuente: Barclays Premier League Stats - 2012-13 Archivado el 21 de mayo de 2011 en Wayback Machine. |

| - Equipo con más tarjetas amarillas: Con 78 tarjetas - Stoke City - Equipo con más tarjetas rojas: Con 5 tarjetas - Arsenal Fuente: Team Discipline - 2012/2013 | - Valla más invicta: Durante 18 partidos - Manchester City - Valla menos invicta: Durante 5 partidos - Aston Villa - Reading - Wigan Athletic Fuente: Barclays Premier League Stats - 2012-13 Archivado el 21 de mayo de 2011 en Wayback Machine. |

### Récords de goles
- Primer gol de la temporada: Michu, por el Swansea City contra el Queens Park Rangers (18 de agosto de 2012).[59]
- Último gol de la temporada: Gareth Bale, por el Tottenham Hotspur contra el Sunderland (19 de mayo de 2013).
- Gol más rápido: Por Theo Walcott a los 20 segundos (Queens Park Rangers 0 - 1 Arsenal) (4 de mayo de 2013).[60]
- Gol más cercano al final del encuentro: Por Luis Suárez, en el minuto 96 con 32 segundos (Liverpool 2 - 2 Chelsea) (21 de abril de 2013).[61]
- Equipo con menos goles recibidos: Manchester City, con 34 goles recibidos.
- Equipo con más goles recibidos: Wigan y Reading, con 73 goles.
- Equipo más goleador: Manchester United, con 86 goles.
- Equipo menos goleador: Queens Park Rangers, con 30 goles.

#### Tripletes
En esta tabla se encuentran los jugadores que han anotado un hat-trick (tres goles en un partido):
| Jugador           | Equipo               | Rival             | Resultado                                                 | Fecha    |
| ----------------- | -------------------- | ----------------- | --------------------------------------------------------- | -------- |
| Robin van Persie  | Manchester United    | Southampton       | 3 – 2                                                     | Fecha 3  |
| Luis Suárez       | Liverpool            | Norwich City      | 5 – 2                                                     | Fecha 6  |
| Jordi Gómez       | Wigan Athletic       | Reading           | 3 – 2                                                     | Fecha 13 |
| Santi Cazorla     | Arsenal              | Reading           | 5 – 2                                                     | Fecha 17 |
| Gareth Bale       | Tottenham Hotspur    | Aston Villa       | 4 – 0                                                     | Fecha 19 |
| Theo Walcott      | Arsenal              | Newcastle United  | 7 – 3                                                     | Fecha 20 |
| Shinji Kagawa     | Manchester United    | Norwich City      | 4 – 0                                                     | Fecha 28 |
| Luis Suárez       | Liverpool            | Wigan Athletic    | 4 – 0                                                     | Fecha 28 |
| Robin van Persie  | Manchester United    | Aston Villa       | 3 – 0                                                     | Fecha 34 |
| Christian Benteke | Aston Villa          | Sunderland        | 6 – 1 Archivado el 13 de mayo de 2013 en Wayback Machine. | Fecha 35 |
| Daniel Sturridge  | Liverpool            | Fulham            | 3 - 1 Archivado el 7 de junio de 2013 en Wayback Machine. | Fecha 37 |
| Kevin Nolan       | West Ham United      | Reading           | 4 – 2 Archivado el 7 de junio de 2013 en Wayback Machine. | Fecha 38 |
| Romelu Lukaku     | West Bromwich Albion | Manchester United | 5 – 5 Archivado el 9 de mayo de 2013 en Wayback Machine.  | Fecha 38 |